# Ztracené skály
Ztracené skály (historyczna nazwa niem. Verlorne Stein) – szczyt o wysokości 1155 m n.p.m. (podawana jest też wysokość 1151,3 m n.p.m.  ), będący formacją skalną w paśmie górskim Wysokiego Jesionika (cz. Hrubý Jeseník), w północno-wschodnich Czechach, w Sudetach Wschodnich, na Morawach, na granicy gmin Stará Ves i Vernířovice, oddalony o około 9 km na południowy zachód od szczytu góry Pradziad (cz. Praděd), blisko przebiegającej drogi krajowej nr 11 Šumperk – Rýmařov oraz osady Klepačov. Rozległość szczytu wraz ze stokami (powierzchnia stoków) szacowana jest na około 3,4 km², a średnie nachylenie wszystkich stoków wynosi około 11°.

## Charakterystyka
Ztracené skály z uwagi na nieprzekraczającą minimalną wysokość pomiędzy szczytem i najniższym punktem przełęczy (minimalna deniwelacja względna) w kierunku góry Pecný (min. 5 m) nie są przez niektórych autorów zaliczone jako odrębna góra. Traktowane raczej jako samodzielny szczyt na wydłużeniu stoku góry Pecný, podobnie jak znajdujące się na tym samym grzbiecie szczyty Pec i Ztracené kameny .

### Lokalizacja
Szczyt Ztracené skály położony jest w południowym rejonie całego pasma Wysokiego Jesionika, leżący w części Wysokiego Jesionika, w południowo-zachodnim obszarze (mikroregionu) o nazwie Masyw Pradziada (cz. Pradědská hornatina) oraz usytuowany na jego grzbiecie głównym (grzebieniu), ciągnącym się od przełęczy Červenohorské sedlo do przełęczy Skřítek. Szczyt leżący na końcu grzbietu głównego góry Pradziad, około 1,5 km na północny wschód od przełęczy Skřítek, jest z daleka słabo rozpoznawalny. Podążając np. ścieżką główną, ciągnącą się wzdłuż tego grzbietu, można go z bliższych odległości rozpoznać i zlokalizować. Dolne części stoków położone są częściowo w sąsiednim paśmie o nazwie Hanušovická vrchovina oraz blisko przebiegającej drogi krajowej nr 11 Šumperk – Rýmařov i dalej do Ostrawy (cz. Ostrava) oraz osady Klepačov. Jest szczytem niewidocznym m.in. z drogi okalającej połać szczytową góry Pradziad (szczyt przysłonięty przez kopułę szczytu góry Břidličná hora), a z innego charakterystycznego punktu widokowego – z drogi okalającej szczyt góry Dlouhé stráně jest trudno dostrzegalny i rozpoznawalny (szczyt łatwo pomylić z sąsiednim szczytem Ztracené kameny). 
Szczyt wraz ze stokami ograniczają: od północnego wschodu mało wybitna przełęcz o wysokości 1149 m n.p.m. w kierunku szczytu Ztracené kameny, od wschodu dolina potoku o nazwie Splavský potok, od południa dolina potoku Žlutý potok, od południowego zachodu przełęcz Skřítek oraz od zachodu dolina potoku Klepáčovský potok i przełęcz o wysokości 782 m n.p.m. w kierunku szczytu Svobodínská paseka–V (szczyt leży w paśmie Hanušovická vrchovina). W otoczeniu szczytu Ztracené skály znajdują się następujące szczyty: od północy Špičák i Břidličná hora–SZ, od północnego wschodu Čertova stěna, Břidličná hora i Ztracené kameny, od wschodu Zelené kameny, od południowego wschodu Kamenec (2), Vidlák, Ostrý–SZ, od południa Větrný vrch i Větrný vrch–SZ, od południowego zachodu Bílý kámen i Závora, od zachodu Havraní vrch oraz od północnego zachodu Svobodínská paseka, Svobodínská paseka–SV (dziewięć ostatnich szczytów leży w paśmie Hanušovická vrchovina), Jestřábí vrch–JZ i Jestřábí vrch.  

### Szczyt główny

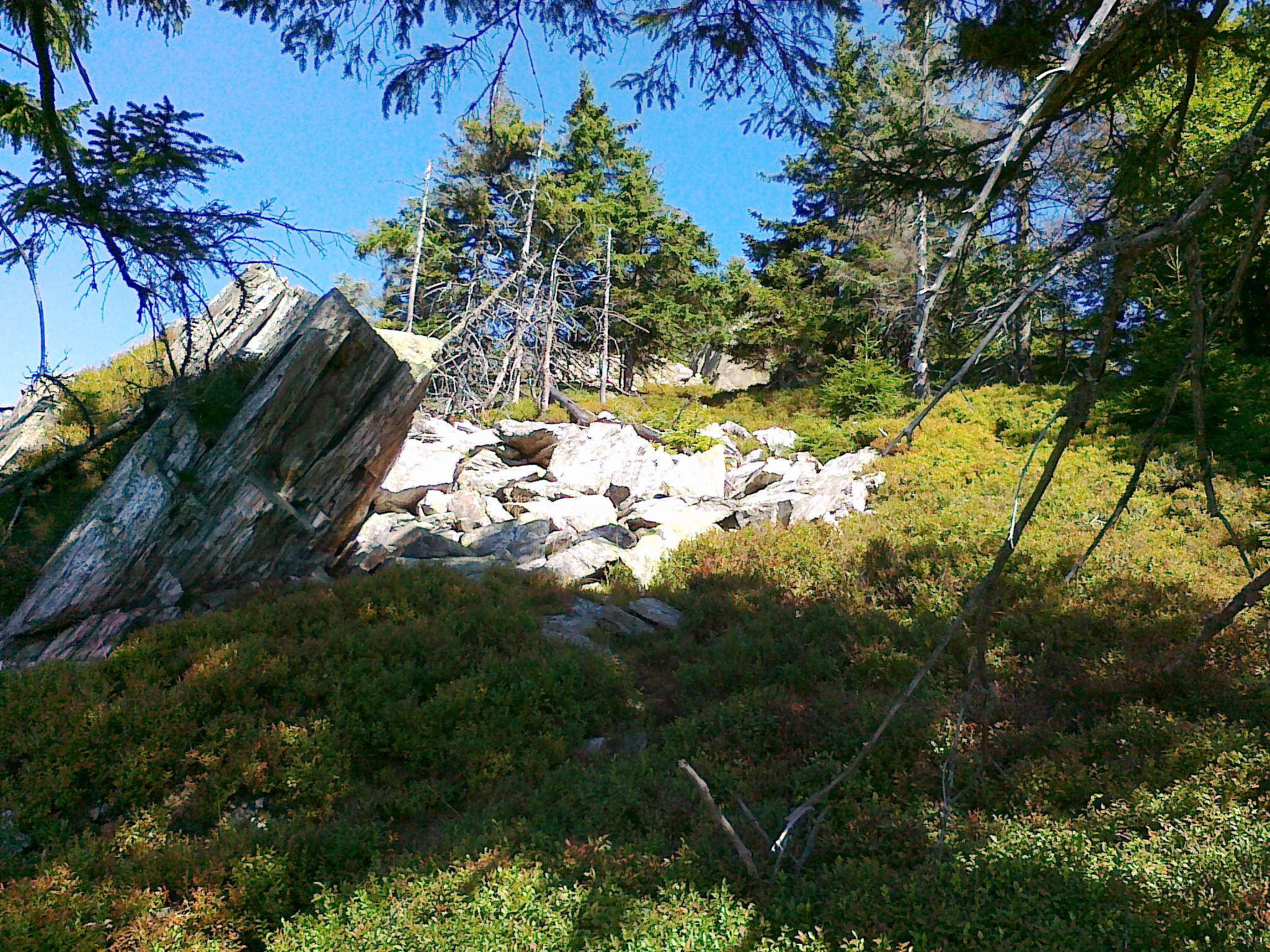
Widok na formację skalną Ztracené skály (2017 rok)

Szczyt jest formacją skalną w postaci rozległego, stokowego rumowiska skalnego, o przybliżonych wymiarach rozciągniętych nierównomiernie w prostokącie (długość × szerokość = 110 × 350) m spoczywającego na polu o łącznej powierzchni około 21 000 m². Skalisko szczytowe położone jest na skraju zalesienia znacznie przerzedzonego boru świerkowego. Z powodu zalesienia jest ono ograniczonym punktem widokowym, z którego rozpościerają się perspektywy w kierunku zachodnim. Na formacji skalnej znajduje się punkt geodezyjny, oznaczony na mapach geodezyjnych numerem (15.), o wysokości 1151,32 m n.p.m. oraz współrzędnych geograficznych (50°00′42,40″N 17°10′05,44″E/50,011778 17,168178) w postaci repera, oddalony o około 44 m na południowy zachód od szczytu. Państwowy urząd geodezyjny o nazwie (cz. Český úřad zeměměřický a katastrální (CÚZK)) w Pradze podaje jako najwyższy punkt formacji skalnej – szczyt – o wysokości 1154,6 m n.p.m. i współrzędnych geograficznych (50°00′43,4″N 17°10′07,0″E/50,012056 17,168611). 
Dojście do formacji szczytowej następuje ze skrzyżowania turystycznego o nazwie (cz. Pod Ztracenými kameny), z którego idąc wzdłuż zielonego szlaku turystyczngo  w stronę przystanku turystycznego (cz. Ztracené kameny), należy przejść odcinek o długości około 370 m, po czym należy skręcić w lewo w nieoznakowaną ścieżkę, a następnie po przebyciu odcinka o długości około 150 m dojść w ten sposób do skaliska szczytowego. Wejście na nie – z uwagi na trudne przejście – nie jest zalecane.

### Szczyt drugorzędny
Ztracené skály poza szczytem głównym mają również szczyt drugorzędny. W odległości około 1,6 km na południe od szczytu głównego można wyróżnić szczyt drugorzędny określony jako Ztracené skály–J o wysokości 930 m n.p.m. i współrzędnych geograficznych (49°59′52,4″N 17°10′15,3″E/49,997889 17,170917), oddzielony od szczytu głównego mało wybitną przełęczą o wysokości 926 m n.p.m..  Znajduje on się wśród gęstego zalesienia boru świerkowego. Z powodu zalesienia nie jest on punktem widokowym, nie umieszczono na nim również punktu geodezyjnego. 

### Stoki

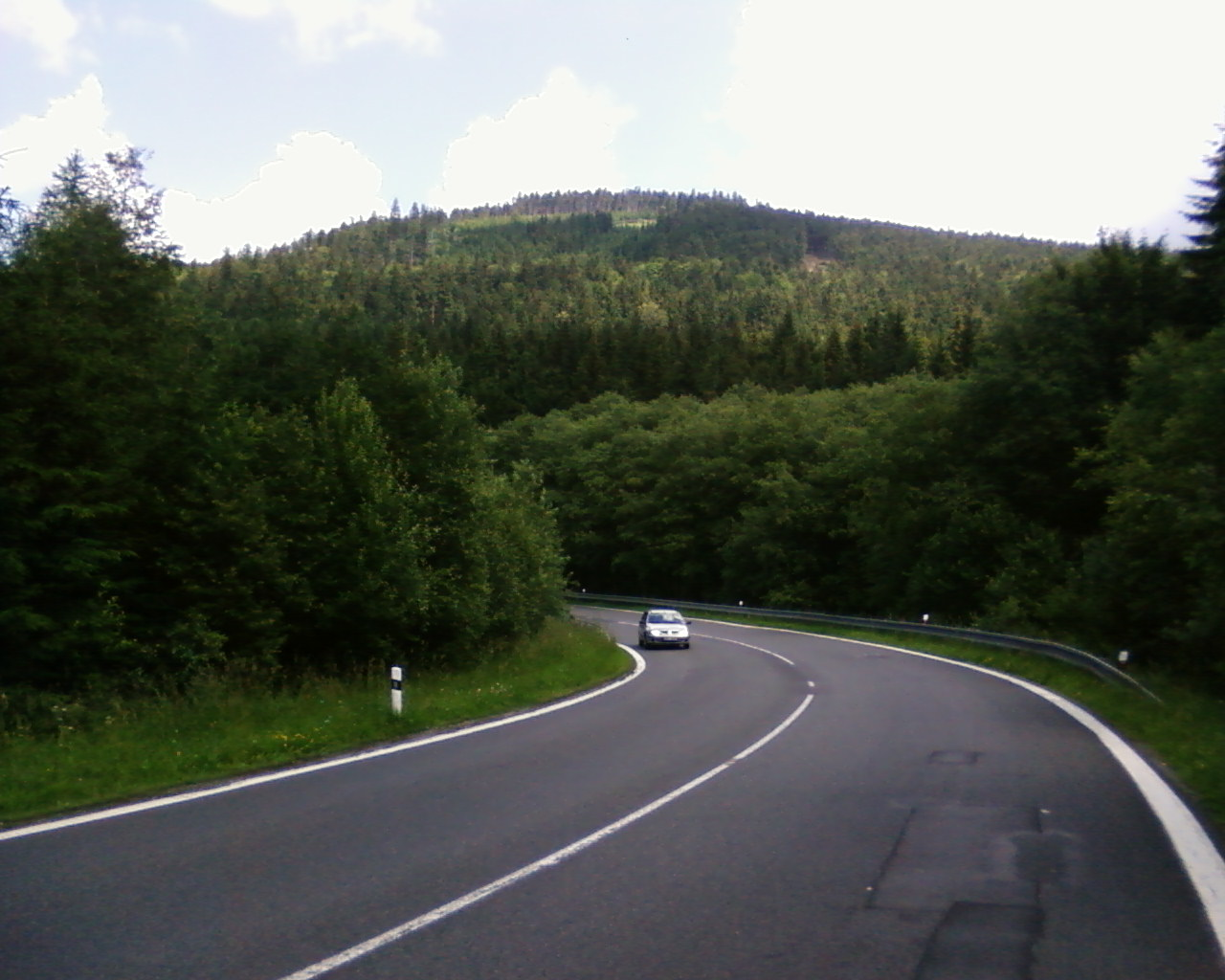
Widok z drogi krajowej nr na stok Ztracené skály (okolice osady Klepáčov) (2009 rok)

W obrębie szczytu można wyróżnić cztery następujące zasadnicze stoki:
- południowo-wschodni, ciągnący się od szczytu do doliny potoku Splavský potok
- południowy o nazwie Jedlová, ciągnący się od szczytu do doliny potoku Žlutý potok
- południowo-zachodni, ciągnący się od szczytu do doliny potoku Klepáčovský potok
- zachodni, ciągnący się od szczytu do przełęczy w kierunku szczytu Svobodínská paseka–V

Występują tu wszystkie typy zalesienia: bór świerkowy, las mieszany oraz las liściasty, przy czym dominuje zalesienie borem świerkowym. Na wszystkich stokach poza borem świerkowym, występują wraz z obniżaniem wysokości obszary lasu mieszanego oraz połacie lasu liściastego, a u podnóży stoków południowo-zachodniego i zachodniego pojawiają się również łąki. Wszystkie stoki charakteryzują się znaczną zmiennością wysokości zalesienia, z występującymi przerzedzeniami, polanami, przecinkami oraz ogołoceniami. Blisko podnóży stoków południowo-zachodniego i zachodniego w pobliżu osady Klepačov przebiega napowietrzna linia przesyłowa prądu o napięciu 22 kV. Na stokach brak jest większych skalisk lub grup skalnych.
Stoki mają stosunkowo niejednolite i zróżnicowane nachylenia. Średnie nachylenie stoków waha się bowiem od 7° (stok południowy) do 17° (stok południowo-zachodni). Średnie nachylenie wszystkich stoków (średnia ważona nachyleń stoków) wynosi około 11°. Maksymalne średnie nachylenie stoku zachodniego, na wysokościach około 790 m n.p.m., na odcinku 50 m nie przekracza 35°. Stoki pokryte są siecią dróg oraz na ogół nieoznakowanych ścieżek i duktów. Przemierzając je zaleca się korzystanie ze szczegółowych map, z uwagi na zawiłości ich przebiegu, zalesienie oraz zorientowanie w terenie.

### Geologia
Pod względem geologicznym Ztracené skály ze stokami należą do jednostki określanej jako warstwy vrbneńskie i zbudowane są ze skał metamorficznych, głównie z: fyllitów (biotytów, muskowitów i chlorytów), łupków metamorficznych (grafitu, staurolitu, granatu i sillimanitu), łupków zieleńcowych, gnejsów, kwarcytu oraz skał osadowych, głównie meta-zlepieńców.

### Wody
Grzbiet główny (grzebień) góry Pradziad, biegnący od przełęczy Skřítek do przełęczy Červenohorské sedlo oraz dalej do przełęczy Ramzovskiej (cz. Ramzovské sedlo) jest częścią granicy Wielkiego Europejskiego Działu Wodnego, dzielącej zlewiska Morza Bałtyckiego i Morza Czarnego . 
Szczyt wraz ze stokami leży na tej granicy, na zlewiskach Morza Bałtyckiego (dorzecze Odry) na stoku południowo-wschodnim oraz Morza Czarnego (dorzecze Dunaju) na stokach południowo-zachodnim i zachodnim. Ze stoku zachodniego bierze swój początek potok o nazwie Ztracený potok, a ponadto z tego stoku oraz południowo-zachodniego biorą swój początek krótkie, nienazwane potoki, będące dopływami potoku o nazwie Klepáčovský potok. U podnóża stoku południowo-zachodniego, w odległości około 1,5 km na południowy zachód od szczytu, na wysokości około 865 m n.p.m. występuje źródło o nazwie (cz. Pramen Klepáčovského potoka). Ponadto u podnóża stoku południowego, na obszarze narodowego rezerwatu przyrody Rašeliniště Skřítek (cz. Národní přírodní rezervace Rašeliniště Skřítek), wokół doliny potoku Žlutý potok występują znaczne obszary torfowiskowe. W 2013 roku przedsiębiorstwo państwowe Lesy ČR, podjęło decyzję o rewitalizacji budowy półowalnego istniejącego zbiornika retencyjnego o nazwie (cz. Vodní nádrž Pod Zvoničkou) na potoku o nazwie Splavský potok, mającego poziome wymiary (20 × 20) m o powierzchni około 385 m², który w przeszłości służył do zatrzymywania wody podczas spływu drewna. W obrębie stoków nie występują m.in. wodospady czy kaskady.

## Ochrona przyrody
Szczyt ze stokami znajduje się w otoczeniu wydzielonego obszaru objętego ochroną o nazwie Obszar Chronionego Krajobrazu Jesioniki (cz. Chráněná krajinná oblast (CHKO) Jeseníky), a utworzonego w celu ochrony utworów skalnych, ziemnych i roślinnych oraz rzadkich gatunków zwierząt, na którym w obrębie formacji szczytowej oraz górnej części stoku południowo-wschodniego znajduje się część utworzonego rezerwatu przyrody Břidličná (cz. Přírodní rezervace Břidličná) oraz u podnóża stoku południowego część utworzonego narodowego rezerwatu przyrody Rašeliniště Skřítek.
Wzdłuż grzbietu głównego góry Pradziad wytyczono w 2009 roku ścieżkę dydaktyczną (cz. Naučná stezka Po hřebenech – světem horských luk) o długości 12 km na odcinku:
 Ovčárna – Skřítek (z 12 stanowiskami obserwacyjnymi na trasie)

### Narodowy rezerwat przyrody Rašeliniště Skřítek

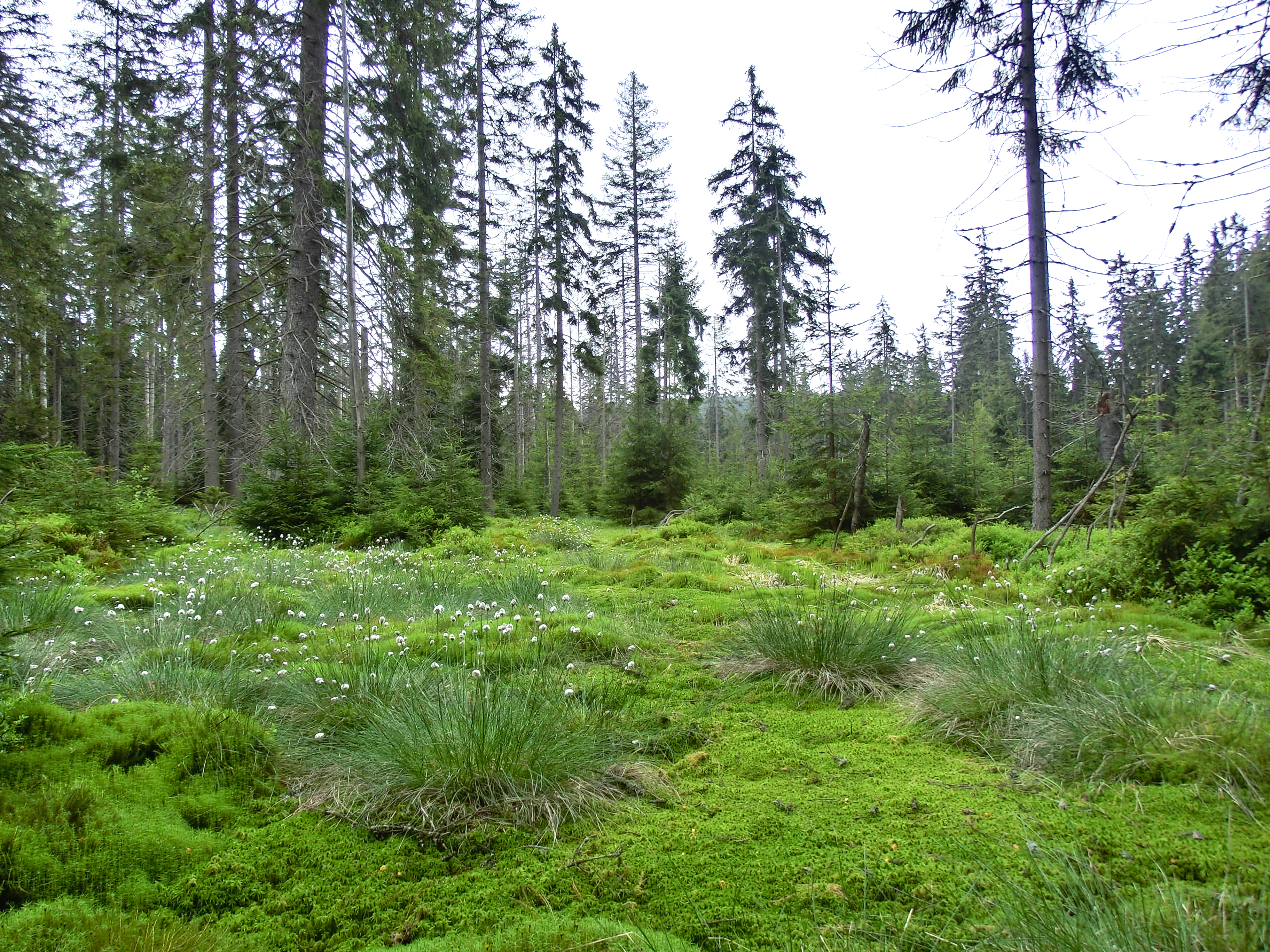
Widok na narodowy rezerwat przyrody Rašeliniště Skřítek (2014 rok)

Narodowy rezerwat przyrody Rašeliniště Skřítek położony jest na wysokościach (815–888) m n.p.m. oraz ma powierzchnię 165,13 ha i jest najmniejszym narodowym rezerwatem Wysokiego Jesionika. Jest położony ponadto przy drodze krajowej nr 11. Rezerwat został utworzony 4 czerwca 1955 roku, w celu ochrony kompleksu torfowiskowego boru świerkowego z fragmentami torfowiskowych brzezin i naturalnego torfowiskowego obszaru bezleśnego.

### Rezerwat przyrody Břidličná
Rezerwat przyrody Břidličná położony jest na wysokościach (798–1367) m n.p.m. i obejmuje swoim zasięgiem oprócz szczytu Ztracené skály również inne góry lub szczyty: Břidličná hora, Velký Máj, Jelení hřbet, Čertova stěna, Pecný, Pec, Ztracené kameny i Zelené kameny. Rezerwat ma ogólną powierzchnię 652,09 ha i został utworzony 19 marca 2008 roku, w celu ochrony środowiska wokół głównego grzbietu góry Pradziad, przede wszystkim kriogenicznych formacji geomorfologicznych (skalisk, grup skalnych, gruzu skalnego, gleb poligonalnych i gołoborzy) oraz subalpejskich siedlisk leśnych z dominacją świerku i buku, a także roślin i zwierząt objętych ścisłą ochroną. Z uwagi na ochronę cennego ekosystemu, głębsze penetrowanie obszaru rezerwatu nie jest zalecane.

## Turystyka

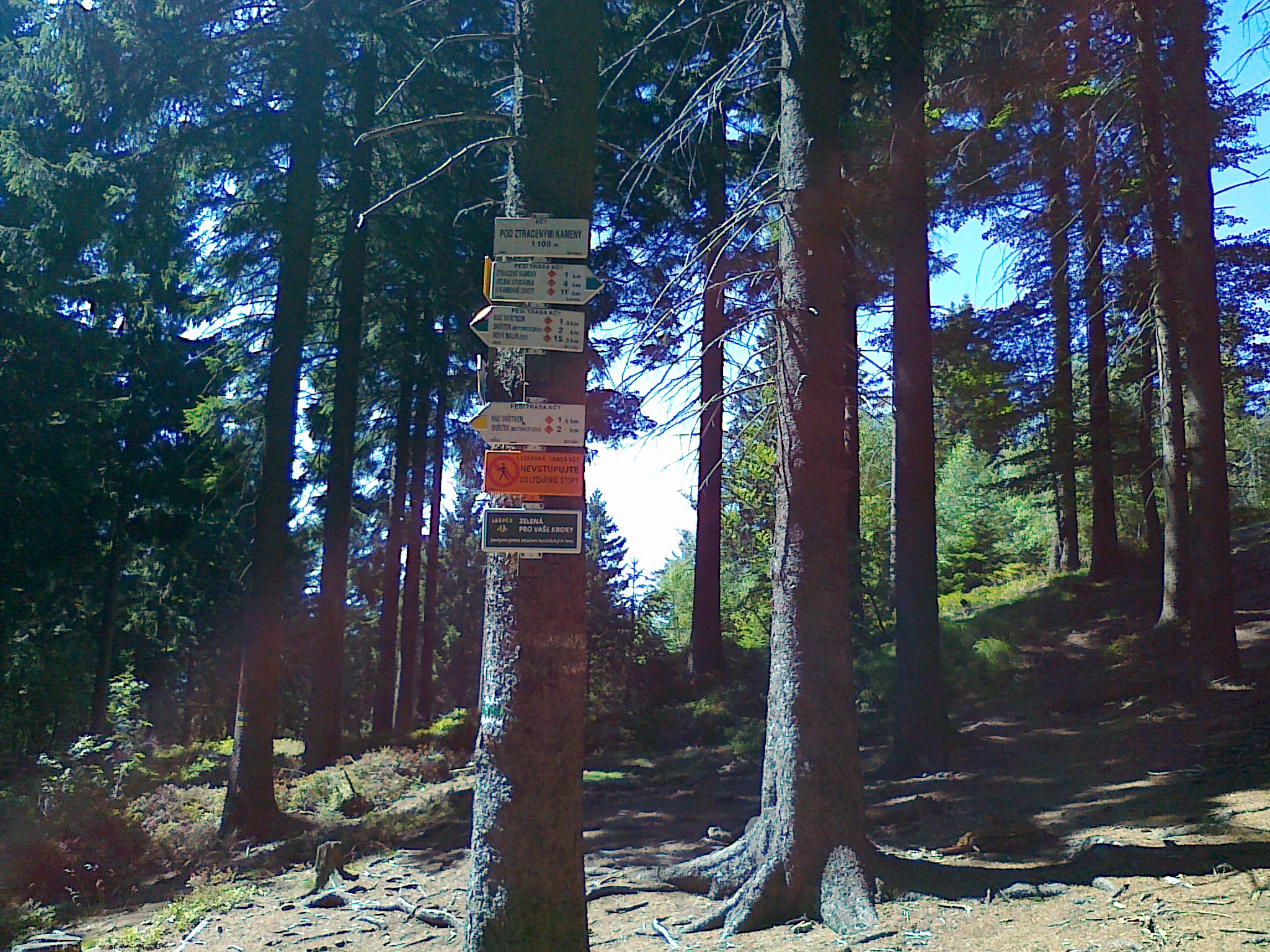
Skrzyżowanie turystyczne o nazwie Pod Ztracenými kameny (2017 rok)

W obrębie szczytu i stoków nie ma żadnego schroniska turystycznego lub hotelu górskiego. W odległości około 1,8 km na południowy zachód od szczytu, koło przełęczy Skřítek, przy drodze nr 11 znajduje się restauracja Skřítek oraz parking. Do miejscowości Vernířovice z bazą pensjonatów jest od szczytu około 3,5 km na północny zachód, a do osady Klepáčov jest od szczytu około 1,5 km w kierunku zachodnim. Znajduje się tam przystanek autobusowy z połączeniem m.in. do miejscowości Rýmařov i Šumperk. 
Kluczowym punktem turystycznym jest oddalone o około 400 m na południe od szczytu skrzyżowanie turystyczne o nazwie (cz. Pod Ztracenými kameny) z podaną na tablicy informacyjnej wysokością 1100 m, przy którym ustawiono wiatą turystyczną oraz przez które przechodzą szlaki turystyczne, szlak rowerowy, ścieżka dydaktyczna i trasy narciarstwa biegowego. 

### Szlaki turystyczne
Klub Czeskich Turystów (cz. Klub Českých Turistů) wytyczył w obrębie szczytu i stoków trzy szlaki turystyczne na trasach:
 Skřítek – Ztracené skály – szczyt Ztracené kameny – szczyt Pec – szczyt Pecný – góra Břidličná hora – Jelení studánka – góra Jelení hřbet – przełęcz Sedlo nad Malým kotlem – góra Velký Máj – U Františkovy myslivny – góra Zámčisko–S – Zámčisko–SZ – U Kamenné chaty
 Skřítek – Ztracené skály – Zelené kameny – przełęcz Mravenčí sedlo – góra Jelenka – przełęcz Sedlo pod Jelení studánkou – Jelení studánka – góra Břidličná hora – Čertova stěna – góra Špičák – Vernířovice – Sobotín
 Loučná nad Desnou – Maršikov – Čapí vrch – góra Smčiná – góra Havraní vrch – Klepačov – góra Zavorá – Skřítek – góra Ostrý – góra Vidlák – U Škaredé jedle

### Szlaki rowerowe i trasy narciarskie
W obrębie stoków wyznaczono trzy szlaki rowerowe na trasach:
 (nr 6143) Horní Město – Stará Ves – dolina potoku Podolský potok – góra Vidlák – góra Ostrý – Skřítek
 Pod Ztracenými kameny – góra Pecný – góra Špičák – góra Jestřábí vrch – przełęcz Branka – góra Homole – góra Vřesník – Kozí hřbet – góra Čepel – Uhlířská cesta
 U Bochnerovy boudy – Pec – Ztracené kameny – Ztracené skály – Klepáčov – dolina potoku Ztracený potok – Vernířovice – dolina potoku Kamenitý potok – Sedmidvory – góra Rudná hora – przełęcz Vlčí sedlo – góra Čepel – Pod Vlčím sedlem
Na stokach nie wytyczono żadnej trasy narciarstwa zjazdowego. W okresach ośnieżenia wzdłuż szlaków turystycznych i rowerowych przebiegają trasy narciarstwa biegowego, m.in. o nazwie tzw. (cz. Jesenická magistrála).
 Nad Karlovem – góra Klobouk – przełęcz Mravencovka – Jelenec – góra Jelenka – Alfrédka – góra Břidličná hora – góra Pecný – Zelené kameny – Skřitek